# Syngramma obtusifolia
Syngramma obtusifolia är en kantbräkenväxtart som först beskrevs av William Jackson Hooker, och fick sitt nu gällande namn av John Smith. Syngramma obtusifolia ingår i släktet Syngramma och familjen Pteridaceae. Inga underarter finns listade.